# Chrysotus subjectus
Chrysotus subjectus är en tvåvingeart som beskrevs av Van Duzee 1924. Chrysotus subjectus ingår i släktet Chrysotus och familjen styltflugor.
Artens utbredningsområde är Virginia. Inga underarter finns listade i Catalogue of Life.